# Scopifera eurystiba
Scopifera eurystiba là một loài bướm đêm trong họ Noctuidae.